# 迈泽伊·陶马什
迈泽伊·陶马什（匈牙利語：Mezei Tamás，1990年9月14日—），匈牙利男子水球运动员。他曾代表匈牙利国家队参加2020年夏季奥林匹克运动会男子水球比赛，获得一枚铜牌。